# Milan Mandarić
Milan Mandarić, ameriški poslovnež, * 5. september 1938.

## Življenjepis
Milan Mandarić se je rodil v vasi Vrebac pri Gospiću na Hrvaškem. Nato se je z družino preselil v  Novi Sad, kjer je leta 1959  prevzel očetovo trgovino in z njo zelo uspešno posloval. Po nekaj letih spora z oblastmi se je pri enaintridesetih letih odločil za odhod iz domovine ter odšel v ZDA. Prvi dve leti je delal v Kaliforniji pri podjetju, ki je proizvajalo računalniško opremo, nato pa je leta 1971 ustanovil lastno podjetje Lika Corporation. Po sedmih letih bivanja v ZDA je leta 1976 dobil ameriško državljanstvo. Konec leta 1979 je po  prodaji svojega prvega ameriškega podjetja ustanovil novo podjetje pod imenom  Sanmina. 

## Nogomet
Mandarić je že od konca sedemdesetih let dvajsetega stoletja povezan z nogometom. Najprej je vlagal v klube v ZDA, nato pa ga je pot vodila v Evropo. Začel je v Belgiji in Franciji, nato je postal lastnik angleških klubov Portsmouth in kasneje Leicester Citya. Sredi junija 2015 pa je prevzel Olimpijo in jo v sezoni 2015/16 popeljal do naslova državnih prvakov po 21 letih.

## Mandarićeva vlaganja v klube
- St. Louis Storm (Futsal klub)
- F.C. Lika
- San Jose Earthquakes
- Connecticut Bicentennials
- R Charleroi SC
- OGC Nice
- Portsmouth
- Leicester City
- Koper
- Olimpija Ljubljana